# غونه (مقاطعة فراهان)
غونه (بالفارسية: گونه) هي قرية تقع في Khenejin District في إيران. يقدر عدد سكانها بـ 99 نسمة بحسب إحصاء 2016.